# Mike Singletary
Michael Singletary (Houston, 9 ottobre 1958) è un ex giocatore di football americano e allenatore di football americano statunitense nella National Football League (NFL). Ha giocato per tutta la carriera con i Chicago Bears dove era considerato il cuore della difesa soprannominata Monsters of the Midway nella metà degli anni ottanta. Dal 2008 al 2010 è stato il capo-allenatore dei San Francisco 49ers. Nel 1998 è stato inserito nella Pro Football Hall of Fame.

## Carriera da giocatore

### Chicago Bears
Singletary venne selezionato come 38a scelta al Draft NFL 1981 dai Chicago Bears. Divenne il libebacker titolare della difesa già dalla settima gara della sua stagione da rookie.  In una gara contro i Kansas City Chiefs, la sua terza come titolare, Singletary giocò una prestazione degna di nota, facendo registrare 10 tackle e forzando un fumble. Inserito quasi unanimemente nella formazione ideale dei rookie, avrebbe finito per disputare 172 gare come titolare per i Bears, il secondo massimo della storia della franchigia.
Dotato di notevole intensità, Mike guidò sempre, o si classificò al massimo al secondo posto, i Bears in tackle dal 1983 al 1991. Terminò con 1.488 placcaggi in carriera, 885 dei quali solitari. Un giocatore onnipresente in difesa, in carriera saltò solamente due partite, entrambe nel 1986. Fece anche registrare 7 intercetti e 12 fumble recuperati
In una gara contro i Denver Broncos nel 1990 fece registrare un massimo personale di 20 tackle. Le sue 10 convocazioni per il Pro Bowl sono un record di franchigia. Fu inserito nella formazione ideale della stagione All-Pro per 10 volte e in quella ideale della NFC ogni anno dal 1983 al 1991.
Singletary fu soprannominato "Samurai Mike" durante la sua carriera professionistica, a causa della sua concentrazione, all'intensità e all'intimidazione degli avversari mostrate sul campo. Fu anche conosciuto come "Ministro della difesa", venendo in seguito effettivamente nominato ministro religioso. (Per la stessa ragione, lo stesso soprannome fu poi assegnato a Reggie White.)
Nel 1985, Mike guidò i Bears a terminare la stagione regolare con un record di 15-1. Quell'anno fece registrare 161 tackle, 3 sack, 1 intercetto, 3 fumble recuperati, 1 fumble forzato e 10 passaggi deviati, venendo premiato come difensore dell'anno. I Bears conclusero quella stagione con la migliore difesa totale della lega (prima nelle corse; terza nei passaggi).
Nei playoff del 1985, Singletary fornì delle grandi prestazioni in tutte le tre partite. Nel divisional round contro i New York Giants in casa recuperò un fumble nel primo quarto e mise a segno un sack sul quarterback Phil Simms su una situazione di terzo down nel terzo quarto. I Bears vinsero 21-0. Nella finale della NFC contro i Los Angeles Rams, Singletary e la sua squadra dominarono nuovamente. L'allenatore Mike Ditka disse che il giorno prima della partita, mentre stava parlando con l'attacco, Singletary era nella stanza accanto tenendo un discorso motivazionale alla difesa. Mentre iniziò con un tono calmo, nel giro di pochi minuti Samurai Mike stava gridando e i giocatori della difesa lanciavano sedie e buttavano a terra i tavoli. I Bears alla fine vinsero il Super Bowl XX battendo i New England Patriots 46–10. In quella partita, Singletary deviò un passaggio scongiurando un touchdown, colpì duramente il running back di New England Craig James per tutta la partita e pareggiò il record del Super Bowl con 2 fumble recuperati.
Singletary fu nuovamente premiato come difensore dell'anno nel 1988. Fu inserito nella College Football Hall of Fame nel 1995 e nella Pro Football Hall of Fame nel 1998. Nel 1999, fu classificato al numero 56 da The Sporting News nella lista dei migliori cento giocatori di tutti i tempi.

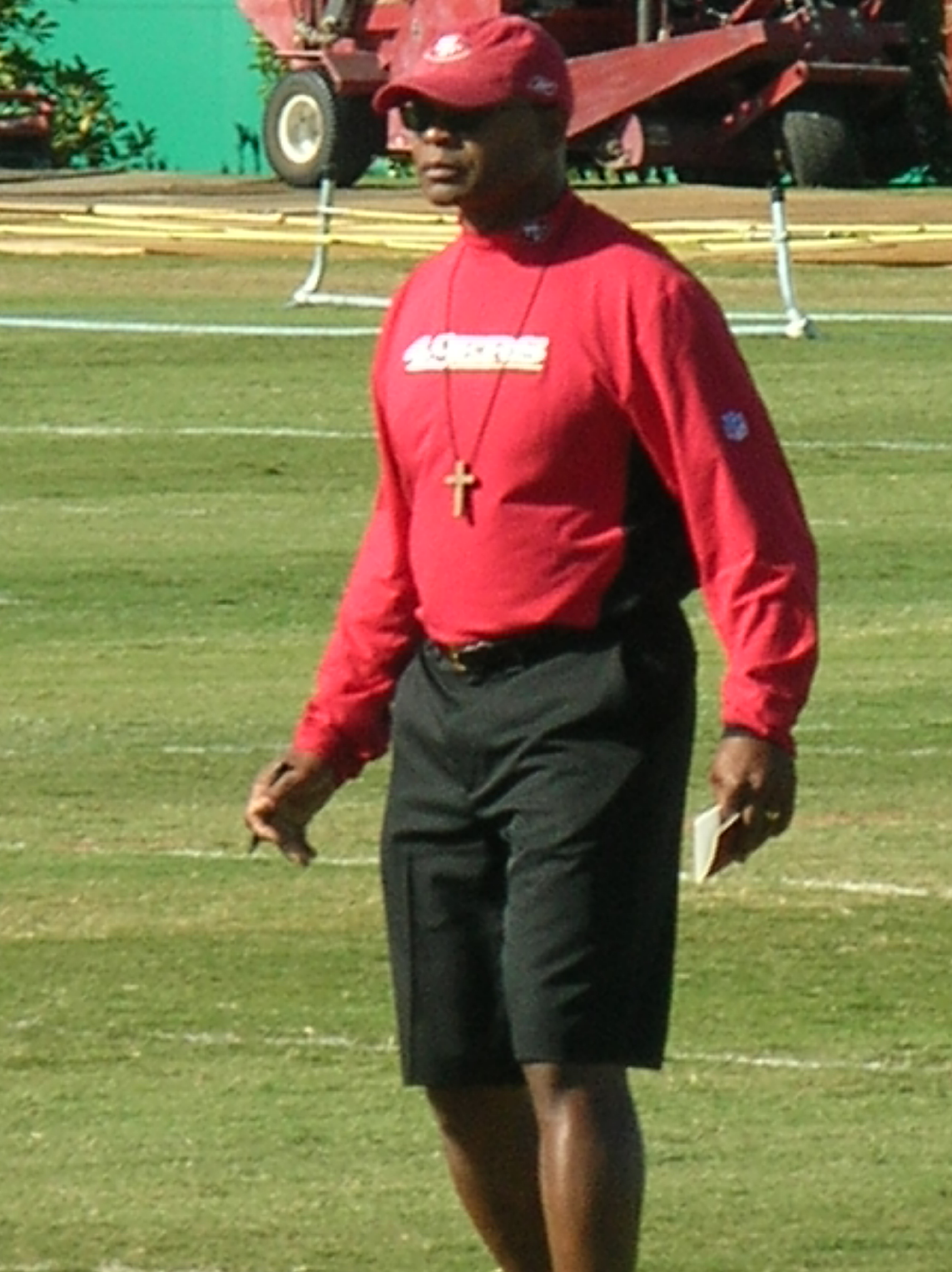
Singletary nel training camp dei 49ers nel 2010.

## Carriera da allenatore
Nel 2003 iniziò la sua carriera NFL con i Baltimore Ravens come assistente del capo-allenatore. Nel 2005 passò ai San Francisco 49ers con lo stesso ruolo. Nel 2008 assunse il ruolo di capo-allenatore ad interim per le ultime 9 partite della stagione regolare, finendo con il record di 5 vittorie e 4 sconfitte. La stagione successiva venne confermato in quel ruolo, terminando secondo nella NFC West division con otto vittorie e otto sconfitte, Il 26 dicembre 2010 venne esonerato a una partita dalla fine della stagione, terminando con un bilancio di 5 vittorie e 10 sconfitte.
Il 18 gennaio 2011 firmò con i Minnesota Vikings come assistente speciale del capo allenatore e allenatore dei linebacker, ruolo che mantenne fino alla stagione 2013.

## Palmarès

### Franchigia
- Super Bowl : 1

Chicago Bears: Super Bowl XX
- National Football Conference Championship: 1

Chicago Bears: 1985

### Individuale
- Convocazioni al Pro Bowl: 10

1983, 1984, 1985, 1986, 1987, 1988, 1989, 1990, 1991, 1992
- First-Team All-Pro: 8

1983, 1984, 1985, 1986, 1987, 1988, 1989, 1991
- Second-team All-Pro: 1

1990
- Difensore dell'anno: 2

1985, 1988
- PFWA All-Rookie Team - 1981
- Classificato al #57 tra i migliori cento giocatori di tutti i tempi da NFL.com
- Formazione ideale della NFL degli anni 1980
- Pro Football Hall of Fame (classe del 1998)
- College Football Hall of Fame

## Record come capo-allenatore
| Squadra | Anno   | Stagione regolare | Stagione regolare | Stagione regolare | Stagione regolare | Stagione regolare                                      | Playoff | Playoff | Playoff   |
| Squadra | Anno   | Vinte             | Perse             | Pareggiate        | Posizione         | Risultato                                              | Vinte   | Perse   | Risultato |
| ------- | ------ | ----------------- | ----------------- | ----------------- | ----------------- | ------------------------------------------------------ | ------- | ------- | --------- |
| SF      | 2008   | 5                 | 4                 | 0                 | 2º NFC West       | Assunse il ruolo a 9 partite dalla fine della stagione | -       | -       | -         |
| SF      | 2009   | 8                 | 8                 | 0                 | 2º NFC West       | no playoff                                             | -       | -       | -         |
| SF      | 2010   | 5                 | 10                | 0                 | 3º NFC West       | Esonerato prima dell'ultima partite della stagione     | -       | -       | -         |
| Totale  | Totale | 18                | 22                | 0                 | -                 | -                                                      | -       | -       | -         |